# Torneo Apertura 2024 (Honduras)
El Torneo Apertura 2024 (también llamado Liga Hondubet de Apertura 2024, por motivos de patrocinio), fue la 86.ª edición de la Liga Nacional de Honduras, el primer torneo de la Temporada 2024-25. Comenzó a disputarse el 26 de julio y culminó el 22 de diciembre de 2024.

## Sistema de competición

### Fase de clasificación
En la fase de clasificación se observará el sistema de puntos. La ubicación en la tabla general está sujeta a lo siguiente:
- Por juego ganado se obtendrán tres puntos.
- Por juego empatado se obtendrá un punto.
- Por juego perdido no se otorgan puntos.

El campeonato se jugará con un sistema de «Todos contra Todos» entre los diez equipos participantes. Los partidos estarán definidos en 18 jornadas, y al finalizar las mismas los primeros dos lugares clasificarán de manera automática a las semifinales, mientras que los equipos que ocuparon el 3°, 4°, 5° y 6° puesto tendrán que jugar la «Liguilla final» (repechajes) en partidos de ida y vuelta; el resto de los equipos quedará sin ninguna opción a pelear por el título.

### Fase final
La fase final se definirá por las siguientes etapas:
- Liguilla Semifinal
- Semifinales
- Final

A las semifinales clasificarán los dos equipos vencedores de la «Liguilla semifinal» y los antes clasificados de manera directa. Cada uno de estos cuatro equipos se enfrentarán en dos partidos (ida y vuelta) y el que logre anotar el mayor número de goles obtendrá un cupo en la «Gran Final». De existir empate en el número de goles anotados, la clasificación se definirá a través del Reglamento, es decir, el equipo que haya terminado en mejor posición en la tabla general del Apertura 2024.
Disputarán el título de Campeón del Torneo de Apertura 2024 los dos clubes vencedores de la fase semifinal correspondiente, reubicándolos del uno al dos, de acuerdo a su mejor posición en la Tabla de Clasificación al término de la jornada 18.

## Información de los equipos

### Ascenso y descenso
| Pos | a la Liga Nacional |
| --- | ------------------ |
| 1º  | Juticalpa          |

| Pos | a la Liga de Ascenso |
| --- | -------------------- |
| 10º | Vida                 |

### Equipos participantes
Fuente: Transfermarkt
| Equipo        | Ciudad                        | Entrenador       | Capitán            | Estadio                  | Capacidad | Indumentaria    | Patrocinador       | Televisora   |
| ------------- | ----------------------------- | ---------------- | ------------------ | ------------------------ | --------- | --------------- | ------------------ | ------------ |
| Génesis       | Comayagua, Comayagua          | Jhon Jairo López | Gerson Argueta     | Carlos Miranda           | 10.000    | Huriver         | Almacenes El Titán | Deportes TVC |
| Juticalpa     | Juticalpa, Olancho            | Fernando Araújo  | Mariano Pineda     | Juan Ramón Brevé         | 20.000    | Gocas Sports    | Guayape Visión     | Deportes TVC |
| Marathón      | San Pedro Sula, Cortés        | Hernán Medina    | Francisco Martínez | Yankel Rosenthal         | 15.500    | Joma            | JVC                | Deportes TVC |
| Motagua       | Tegucigalpa, Distrito Central | Diego Vázquez    | Jonathan Rougier   | Chelato Uclés            | 34.000    | Joma            | Pepsi              | Deportes TVC |
| Olancho       | Juticalpa, Olancho            | Ramón Maradiaga  | Óscar Almendárez   | Juan Ramón Brevé         | 20.000    | Maca Sportswear | Banco de Occidente | Deportes TVC |
| Olimpia       | Tegucigalpa, Distrito Central | Pedro Troglio    | Jerry Bengtson     | Chelato Uclés            | 34.000    | Umbro           | Banco Atlántida    | Deportes TVC |
| Real España   | San Pedro Sula, Cortés        | Jeaustin Campos  | Jhow Benavídez     | Francisco Morazán        | 18.000    | Kelme           | Salvavida          | Deportes TVC |
| Real Sociedad | Tocoa, Colón                  | Héctor Vargas    | Rony Martínez      | Francisco Martínez Durón | 6.000     | Gocas Sport     | Molineros's        | Deportes TVC |
| UPNFM         | Tegucigalpa, Distrito Central | Orlando López    | Lesvin Medina      | Emilio Williams          | 8.000     | Huriver         | Super Ópticas      | Deportes TVC |
| Victoria      | La Ceiba, Atlántida           | Salomón Nazar    | José Velásquez     | Ceibeño                  | 18.000    | Gocas Sport     | Banco de Occidente | Deportes TVC |

### Equipos por zona geográfica
| Equipos por departamento | Equipos por departamento | Equipos por departamento       | Equipos por departamento                                                                    |
| Departamento             | N.º                      | Equipos                        | Mapa                                                                                        |
| ------------------------ | ------------------------ | ------------------------------ | ------------------------------------------------------------------------------------------- |
| Francisco Morazán        | 3                        | Motagua, Olimpia y Lobos UPNFM | Génesis Motagua Olimpia Real Sociedad Real España Marathón Victoria Olancho Juticalpa UPNFM |
| Cortés                   | 2                        | Marathón y Real España         | Génesis Motagua Olimpia Real Sociedad Real España Marathón Victoria Olancho Juticalpa UPNFM |
| Olancho                  | 2                        | Olancho y Juticalpa            | Génesis Motagua Olimpia Real Sociedad Real España Marathón Victoria Olancho Juticalpa UPNFM |
| Atlántida                | 1                        | Victoria                       | Génesis Motagua Olimpia Real Sociedad Real España Marathón Victoria Olancho Juticalpa UPNFM |
| Comayagua                | 1                        | Génesis                        | Génesis Motagua Olimpia Real Sociedad Real España Marathón Victoria Olancho Juticalpa UPNFM |
| Colón                    | 1                        | Real Sociedad                  | Génesis Motagua Olimpia Real Sociedad Real España Marathón Victoria Olancho Juticalpa UPNFM |

### Cambios de entrenadores
| Equipo        | Entrenador saliente | Jornadas | Nuevo entrenador | Jornadas |
| ------------- | ------------------- | -------- | ---------------- | -------- |
| Real España   | Miguel Falero       | Pre.     | Jeaustin Campos  | Pre.     |
| Real Sociedad | Jhon Jairo López    | Pre.     | Héctor Vargas    | Pre.     |
| Olancho       | Humberto Rivera     | 1 – 9    | Ramón Maradiaga  | 10 –     |
| Génesis       | Reynaldo Tilguath   | 1 – 11   | Jhon Jairo López | 12 –     |

### Jugadores extranjeros
| Equipo        | Jugador 1           | Jugador 2        | Jugador 3         | Jugador 4          | Jugador 5         |
| ------------- | ------------------- | ---------------- | ----------------- | ------------------ | ----------------- |
| Génesis       | Stiven Dávila       | Roberto Moreira  | Marco Morales     |                    |                   |
| Juticalpa     | Juan Capeluto       | Eder Méndez      | Raúl Benítez      | Rodrigo De Olivera |                   |
| Marathón      | César Samudio       | Javier Rivera    | Juan Anangonó     | Mauro Osores       |                   |
| Motagua       | Agustín Auzmendi    | Jorge Serrano    | Rodrigo Gómez     | Rodrigo Auzmendi   | Sebastián Cardozo |
| Olimpia       | Yustin Arboleda     | Gabriel Araújo   | Ignacio Colombini |                    |                   |
| Olancho       | Fabricio Silva      | Joanderson Assis | Jairo Santos      |                    |                   |
| Real España   | Sebastián Hernández | Jim Varela       | Carlos Small      | Daniel Aparicio    | Chamir Dupuy      |
| Real Sociedad | Rodrigo Rodríguez   | Anthony García   | Brian Visser      | Luis Ortiz         |                   |
| UPNFM         | Mathías Techera     | Humberto Osorio  | Esteban Giraldo   | Mario Godoy        |                   |
| Victoria      | Luis Hurtado        | Diego Ospina     | Rolando Blackburn | Aldair McKenzie    |                   |

#### Jugadores extranjeros por nacionalidad
| País        | Jugadores |
| ----------- | --------- |
| Argentina   | 8         |
| Colombia    | 8         |
| Panamá      | 8         |
| Uruguay     | 7         |
| Brasil      | 3         |
| Paraguay    | 2         |
| Chile       | 1         |
| Ecuador     | 1         |
| El Salvador | 1         |
| Total       | 39        |

## Estadios
| |                                                                                          | |
| |                                                                                          | |
| Estadio Nacional Chelato Uclés Ciudad: Tegucigalpa Capacidad: 35 000 Clubes: Olimpia, Motagua y Lobos UPNFM | Estadio Juan Ramón Brevé Ciudad: Juticalpa Capacidad: 20 000 Clubes: Olancho y Juticalpa | Estadio Francisco Morazán Ciudad: San Pedro Sula Capacidad: 21 500 Club: Real España                   |
| |                                                                                          | |
| Estadio Ceibeño Ciudad: La Ceiba Capacidad: 17 000 Club: Victoria                                           | Estadio Yankel Rosenthal Ciudad: San Pedro Sula Capacidad: 9 000 Club: Marathón          | Estadio Francisco Martínez Ciudad: Tocoa Capacidad: 7 000 Club: Real Sociedad                          |
| |                                                                                          | |
| Estadio Carlos Miranda Ciudad: Comayagua Capacidad: 10 000 Club: Génesis                                    | Estadio Emilio Williams Ciudad: Choluteca Capacidad: 8 000 Club: Lobos UPNFM             | Estadio Olímpico Metropolitano Ciudad: San Pedro Sula Capacidad: 37 325 Clubes: Marathón y Real España |

## Fase de clasificación

### Clasificación
| Pos. | Equipo        | Pts. | PJ | G  | E | P | GF | GC | Dif. | Clasificación      |
| ---- | ------------- | ---- | -- | -- | - | - | -- | -- | ---- | ------------------ |
| 1    | Olimpia       | 38   | 18 | 11 | 5 | 2 | 38 | 15 | +23  | Semifinales        |
| 2    | Motagua       | 34   | 18 | 10 | 4 | 4 | 37 | 21 | +16  | Semifinales        |
| 3    | Real España   | 29   | 18 | 8  | 5 | 5 | 20 | 14 | +6   | Liguilla Semifinal |
| 4    | Marathón      | 25   | 18 | 6  | 7 | 5 | 23 | 21 | +2   | Liguilla Semifinal |
| 5    | Olancho       | 24   | 18 | 6  | 6 | 6 | 26 | 20 | +6   | Liguilla Semifinal |
| 6    | Génesis       | 21   | 18 | 5  | 6 | 7 | 23 | 28 | −5   | Liguilla Semifinal |
| 7    | UPNFM         | 21   | 18 | 6  | 3 | 9 | 18 | 31 | −13  |                    |
| 8    | Victoria      | 20   | 18 | 5  | 5 | 8 | 30 | 32 | −2   |                    |
| 9    | Juticalpa     | 17   | 18 | 4  | 5 | 9 | 13 | 29 | −16  |                    |
| 10   | Real Sociedad | 14   | 18 | 2  | 8 | 8 | 17 | 34 | −17  | Último Lugar       |

Actualizado a los partidos jugados el 30 de noviembre de 2024.
 Fuente: Liga Hondubet

### Evolución de clasificación
| Equipo / Jornada | 1    | 2    | 3    | 4    | 5    | 6    | 7    | 8    | 9    | 10   | 11   | 12   | 13   | 14   | 15   | 16   | 17   | 18   |
| ---------------- | ---- | ---- | ---- | ---- | ---- | ---- | ---- | ---- | ---- | ---- | ---- | ---- | ---- | ---- | ---- | ---- | ---- | ---- |
| Génesis          | 9.°  | 8.°  | 6.°  | 9.°  | 9.°  | 10.° | 10.° | 10.° | 10.° | 10.° | 10.° | 8.°  | 8.°  | 8.°  | 7.°  | 7.°  | 8.°  | 6.°  |
| Juticalpa        | 4.°  | 3.°  | 7.°  | 3.°  | 4.°  | 7.°  | 8.°  | 9.°  | 7.°  | 8.°  | 8.°  | 9.°  | 9.°  | 9.°  | 9.°  | 8.°  | 9.°  | 9.°  |
| Marathón         | 5.°  | 6.°  | 3.°  | 5.°  | 7.°  | 6.°  | 5.°  | 5.°  | 4.°  | 5.°  | 4.°  | 4.°  | 5.°  | 4.°  | 4.°  | 4.°  | 4.°  | 4.°  |
| Motagua          | 3.°  | 4.°  | 1.°  | 2.°  | 2.°  | 4.°  | 2.°  | 2.°  | 2.°  | 2.°  | 2.°  | 2.°  | 2.°  | 3.°  | 3.°  | 2.°  | 2.°  | 2.°  |
| Olancho          | 7.°  | 10.° | 8.°  | 8.°  | 8.°  | 3.°  | 7.°  | 7.°  | 8.°  | 7.°  | 6.°  | 5.°  | 6.°  | 6.°  | 6.°  | 5.°  | 5.°  | 5.°  |
| Olimpia          | 1.°  | 2.°  | 5.°  | 7.°  | 5.°  | 8.°  | 4.°  | 3.°  | 3.°  | 3.°  | 3.°  | 3.°  | 3.°  | 2.°  | 1.°  | 1.°  | 1.°  | 1.°  |
| Real España      | 2.°  | 1.°  | 2.°  | 1.°  | 1.°  | 1.°  | 1.°  | 1.°  | 1.°  | 1.°  | 1.°  | 1.°  | 1.°  | 1.°  | 2.°  | 3.°  | 3.°  | 3.°  |
| Real Sociedad    | 10.° | 9.°  | 10.° | 10.° | 10.° | 9.°  | 9.°  | 8.°  | 9.°  | 9.°  | 9.°  | 10.° | 10.° | 10.° | 10.° | 10.° | 10.° | 10.° |
| UPNFM            | 8.°  | 5.°  | 9.°  | 4.°  | 6.°  | 2.°  | 6.°  | 6.°  | 5.°  | 6.°  | 7.°  | 7.°  | 7.°  | 7.°  | 8.°  | 9.°  | 7.°  | 7.°  |
| Victoria         | 6.°  | 7.°  | 4.°  | 6.°  | 3.°  | 5.°  | 3.°  | 4.°  | 6.°  | 4.°  | 5.°  | 6.°  | 4.°  | 5.°  | 5.°  | 6.°  | 6.°  | 8.°  |

## Resultados
Fuente: Liga Hondubet
| Jornada 1          | Jornada 1 | Jornada 1   | Jornada 1          | Jornada 1   | Jornada 1 | Jornada 1    | Jornada 1 | Jornada 1 | Jornada 1 |
| Local              | Resultado | Visitante   | Estadio            | Fecha       | Hora      | TV           |           |           |           |
| ------------------ | --------- | ----------- | ------------------ | ----------- | --------- | ------------ | --------- | --------- | --------- |
| Motagua            | 4 - 2     | UPNFM       | Chelato Uclés      | 26 de julio | 19:00     | Deportes TVC |           |           |           |
| Marathón           | 2 - 2     | Victoria    | Yankel Rosenthal   | 27 de julio | 15:00     | Deportes TVC |           |           |           |
| Génesis            | 0 - 3     | Olimpia     | Carlos Miranda     | 27 de julio | 19:00     | Deportes TVC |           |           |           |
| Real Sociedad      | 0 - 3     | Real España | Francisco Martínez | 28 de julio | 15:00     | Deportes TVC |           |           |           |
| Olancho            | 0 - 1     | Juticalpa   | Juan Ramón Brevé   | 28 de julio | 17:15     | Deportes TVC |           |           |           |
| Total de goles: 17 |           |             |                    |             |           |              |           |           |           |

| Jornada 2          | Jornada 2 | Jornada 2     | Jornada 2        | Jornada 2   | Jornada 2 | Jornada 2    | Jornada 2 | Jornada 2 | Jornada 2 |
| Local              | Resultado | Visitante     | Estadio          | Fecha       | Hora      | TV           |           |           |           |
| ------------------ | --------- | ------------- | ---------------- | ----------- | --------- | ------------ | --------- | --------- | --------- |
| UPNFM              | 1 - 0     | Olancho       | Emilio Williams  | 3 de agosto | 15:00     | Deportes TVC |           |           |           |
| Real España        | 1 - 0     | Motagua       | Olímpico         | 3 de agosto | 17:15     | Deportes TVC |           |           |           |
| Victoria           | 2 - 2     | Génesis       | Ceibeño          | 4 de agosto | 13:00     | Deportes TVC |           |           |           |
| Olimpia            | 2 - 2     | Marathón      | Chelato Uclés    | 4 de agosto | 17:15     | Deportes TVC |           |           |           |
| Juticalpa          | 1 - 1     | Real Sociedad | Juan Ramón Brevé | 4 de agosto | 19:30     | Deportes TVC |           |           |           |
| Total de goles: 12 |           |               |                  |             |           |              |           |           |           |

| Jornada 3          | Jornada 3 | Jornada 3     | Jornada 3        | Jornada 3    | Jornada 3 | Jornada 3    | Jornada 3 | Jornada 3 | Jornada 3 |
| Local              | Resultado | Visitante     | Estadio          | Fecha        | Hora      | TV           |           |           |           |
| ------------------ | --------- | ------------- | ---------------- | ------------ | --------- | ------------ | --------- | --------- | --------- |
| Génesis            | 3 - 0     | UPNFM         | Carlos Miranda   | 9 de agosto  | 19:00     | Deportes TVC |           |           |           |
| Marathón           | 4 - 1     | Juticalpa     | Olímpico         | 10 de agosto | 16:30     | Deportes TVC |           |           |           |
| Motagua            | 3 - 1     | Real Sociedad | Chelato Uclés    | 10 de agosto | 19:00     | Deportes TVC |           |           |           |
| Victoria           | 3 - 1     | Olimpia       | Ceibeño          | 11 de agosto | 15:00     | Deportes TVC |           |           |           |
| Olancho            | 3 - 1     | Real España   | Juan Ramón Brevé | 11 de agosto | 17:15     | Deportes TVC |           |           |           |
| Total de goles: 20 |           |               |                  |              |           |              |           |           |           |

| Jornada 4         | Jornada 4 | Jornada 4 | Jornada 4          | Jornada 4    | Jornada 4 | Jornada 4    | Jornada 4 | Jornada 4 | Jornada 4 |
| Local             | Resultado | Visitante | Estadio            | Fecha        | Hora      | TV           |           |           |           |
| ----------------- | --------- | --------- | ------------------ | ------------ | --------- | ------------ | --------- | --------- | --------- |
| Real España       | 1 - 0     | Génesis   | Olímpico           | 17 de agosto | 15:00     | Deportes TVC |           |           |           |
| UPNFM             | 2 - 0     | Marathón  | Emilio Williams    | 17 de agosto | 17:15     | Deportes TVC |           |           |           |
| Juticalpa         | 1 - 0     | Victoria  | Juan Ramón Brevé   | 17 de agosto | 19:30     | Deportes TVC |           |           |           |
| Real Sociedad     | 0 - 0     | Olancho   | Francisco Martínez | 18 de agosto | 15:00     | Deportes TVC |           |           |           |
| Olimpia           | 1 - 1     | Motagua   | Chelato Uclés      | 18 de agosto | 17:15     | Deportes TVC |           |           |           |
| Total de goles: 6 |           |           |                    |              |           |              |           |           |           |

| Jornada 5         | Jornada 5 | Jornada 5     | Jornada 5        | Jornada 5    | Jornada 5 | Jornada 5    | Jornada 5 | Jornada 5 | Jornada 5 |
| Local             | Resultado | Visitante     | Estadio          | Fecha        | Hora      | TV           |           |           |           |
| ----------------- | --------- | ------------- | ---------------- | ------------ | --------- | ------------ | --------- | --------- | --------- |
| Marathón          | 0 - 1     | Real España   | Yankel Rosenthal | 24 de agosto | 15:00     | Deportes TVC |           |           |           |
| Olancho           | 0 - 0     | Motagua       | Juan Ramón Brevé | 24 de agosto | 17:15     | Deportes TVC |           |           |           |
| Génesis           | 1 - 1     | Real Sociedad | Carlos Miranda   | 24 de agosto | 19:30     | Deportes TVC |           |           |           |
| Victoria          | 2 - 1     | UPNFM         | Ceibeño          | 25 de agosto | 15:00     | Deportes TVC |           |           |           |
| Olimpia           | 1 - 1     | Juticalpa     | Chelato Uclés    | 25 de agosto | 17:15     | Deportes TVC |           |           |           |
| Total de goles: 8 |           |               |                  |              |           |              |           |           |           |

| Jornada 6          | Jornada 6 | Jornada 6 | Jornada 6          | Jornada 6       | Jornada 6 | Jornada 6    | Jornada 6 | Jornada 6 | Jornada 6 |
| Local              | Resultado | Visitante | Estadio            | Fecha           | Hora      | TV           |           |           |           |
| ------------------ | --------- | --------- | ------------------ | --------------- | --------- | ------------ | --------- | --------- | --------- |
| UPNFM              | 4 - 1     | Juticalpa | Emilio Williams    | 31 de agosto    | 15:00     | Deportes TVC |           |           |           |
| Olancho            | 4 - 0     | Génesis   | Juan Ramón Brevé   | 31 de agosto    | 17:15     | Deportes TVC |           |           |           |
| Real Sociedad      | 1 - 0     | Victoria  | Francisco Martínez | 31 de agosto    | 19:30     | Deportes TVC |           |           |           |
| Motagua            | 0 - 1     | Marathón  | Chelato Uclés      | 1 de septiembre | 17:00     | Deportes TVC |           |           |           |
| Real España        | 2 - 0     | Olimpia   | Francisco Morazán  | 1 de septiembre | 19:15     | Deportes TVC |           |           |           |
| Total de goles: 13 |           |           |                    |                 |           |              |           |           |           |

| Jornada 7          | Jornada 7 | Jornada 7     | Jornada 7         | Jornada 7        | Jornada 7 | Jornada 7    | Jornada 7 | Jornada 7 | Jornada 7 |
| Local              | Resultado | Visitante     | Estadio           | Fecha            | Hora      | TV           |           |           |           |
| ------------------ | --------- | ------------- | ----------------- | ---------------- | --------- | ------------ | --------- | --------- | --------- |
| Olimpia            | 3 - 1     | UPNFM         | Francisco Morazán | 13 de septiembre | 19:00     | Deportes TVC |           |           |           |
| Marathón           | 1 - 1     | Real Sociedad | Yankel Rosenthal  | 14 de septiembre | 15:00     | Deportes TVC |           |           |           |
| Génesis            | 0 - 3     | Motagua       | Carlos Miranda    | 14 de septiembre | 17:15     | Deportes TVC |           |           |           |
| Juticalpa          | 0 - 1     | Real España   | Juan Ramón Brevé  | 14 de septiembre | 19:30     | Deportes TVC |           |           |           |
| Victoria           | 3 - 2     | Olancho       | Ceibeño           | 15 de septiembre | 15:00     | Deportes TVC |           |           |           |
| Total de goles: 15 |           |               |                   |                  |           |              |           |           |           |

| Jornada 8          | Jornada 8 | Jornada 8 | Jornada 8          | Jornada 8        | Jornada 8 | Jornada 8    | Jornada 8 | Jornada 8 | Jornada 8 |
| Local              | Resultado | Visitante | Estadio            | Fecha            | Hora      | TV           |           |           |           |
| ------------------ | --------- | --------- | ------------------ | ---------------- | --------- | ------------ | --------- | --------- | --------- |
| Real Sociedad      | 0 - 0     | UPNFM     | Francisco Martínez | 18 de septiembre | 15:00     | Deportes TVC |           |           |           |
| Motagua            | 3 - 0     | Juticalpa | Chelato Uclés      | 18 de septiembre | 17:15     | Deportes TVC |           |           |           |
| Génesis            | 1 - 2     | Marathón  | Carlos Miranda     | 18 de septiembre | 19:30     | Deportes TVC |           |           |           |
| Olancho            | 1 - 2     | Olimpia   | Juan Ramón Brevé   | 19 de septiembre | 17:15     | Deportes TVC |           |           |           |
| Real España        | 1 - 1     | Victoria  | Francisco Morazán  | 19 de septiembre | 19:30     | Deportes TVC |           |           |           |
| Total de goles: 11 |           |           |                    |                  |           |              |           |           |           |

| Jornada 9          | Jornada 9 | Jornada 9     | Jornada 9         | Jornada 9        | Jornada 9 | Jornada 9    | Jornada 9 | Jornada 9 | Jornada 9 |
| Local              | Resultado | Visitante     | Estadio           | Fecha            | Hora      | TV           |           |           |           |
| ------------------ | --------- | ------------- | ----------------- | ---------------- | --------- | ------------ | --------- | --------- | --------- |
| Juticalpa          | 0 - 0     | Génesis       | Juan Ramón Brevé  | 21 de septiembre | 19:00     | Deportes TVC |           |           |           |
| Victoria           | 1 - 3     | Motagua       | Ceibeño           | 22 de septiembre | 15:00     | Deportes TVC |           |           |           |
| UPNFM              | 1 - 0     | Real España   | Emilio Williams   | 22 de septiembre | 17:15     | Deportes TVC |           |           |           |
| Marathón           | 2 - 0     | Olancho       | Francisco Morazán | 22 de septiembre | 19:30     | Deportes TVC |           |           |           |
| Olimpia            | 5 - 0     | Real Sociedad | Francisco Morazán | 23 de septiembre | 19:00     | Deportes TVC |           |           |           |
| Total de goles: 12 |           |               |                   |                  |           |              |           |           |           |

| Jornada 10         | Jornada 10 | Jornada 10    | Jornada 10        | Jornada 10       | Jornada 10 | Jornada 10   | Jornada 10 | Jornada 10 | Jornada 10 |
| Local              | Resultado  | Visitante     | Estadio           | Fecha            | Hora       | TV           |            |            |            |
| ------------------ | ---------- | ------------- | ----------------- | ---------------- | ---------- | ------------ | ---------- | ---------- | ---------- |
| UPNFM              | 0 - 2      | Motagua       | Emilio Williams   | 28 de septiembre | 17:15      | Deportes TVC |            |            |            |
| Real España        | 3 - 2      | Real Sociedad | Francisco Morazán | 28 de septiembre | 19:30      | Deportes TVC |            |            |            |
| Victoria           | 3 - 0      | Marathón      | Ceibeño           | 29 de septiembre | 15:00      | Deportes TVC |            |            |            |
| Olimpia            | 4 - 0      | Génesis       | Chelato Uclés     | 29 de septiembre | 17:15      | Deportes TVC |            |            |            |
| Juticalpa          | 0 - 1      | Olancho       | Juan Ramón Brevé  | 29 de septiembre | 19:30      | Deportes TVC |            |            |            |
| Total de goles: 15 |            |               |                   |                  |            |              |            |            |            |

| Jornada 11         | Jornada 11 | Jornada 11  | Jornada 11         | Jornada 11   | Jornada 11 | Jornada 11   | Jornada 11 | Jornada 11 | Jornada 11 |
| Local              | Resultado  | Visitante   | Estadio            | Fecha        | Hora       | TV           |            |            |            |
| ------------------ | ---------- | ----------- | ------------------ | ------------ | ---------- | ------------ | ---------- | ---------- | ---------- |
| Génesis            | 2 - 1      | Victoria    | Carlos Miranda     | 4 de octubre | 19:00      | Deportes TVC |            |            |            |
| Olancho            | 4 - 0      | UPNFM       | Juan Ramón Brevé   | 5 de octubre | 17:15      | Deportes TVC |            |            |            |
| Real Sociedad      | 1 - 1      | Juticalpa   | Francisco Martínez | 5 de octubre | 19:30      | Deportes TVC |            |            |            |
| Motagua            | 0 - 4      | Real España | Chelato Uclés      | 6 de octubre | 17:00      | Deportes TVC |            |            |            |
| Marathón           | 0 - 0      | Olimpia     | Francisco Morazán  | 6 de octubre | 19:30      | Deportes TVC |            |            |            |
| Total de goles: 13 |            |             |                    |              |            |              |            |            |            |

| Jornada 12         | Jornada 12 | Jornada 12 | Jornada 12         | Jornada 12    | Jornada 12 | Jornada 12   | Jornada 12 | Jornada 12 | Jornada 12 |
| Local              | Resultado  | Visitante  | Estadio            | Fecha         | Hora       | TV           |            |            |            |
| ------------------ | ---------- | ---------- | ------------------ | ------------- | ---------- | ------------ | ---------- | ---------- | ---------- |
| Olimpia            | 4 - 3      | Victoria   | Chelato Uclés      | 19 de octubre | 17:00      | Deportes TVC |            |            |            |
| Real Sociedad      | 1 - 4      | Motagua    | Francisco Martínez | 19 de octubre | 19:15      | Deportes TVC |            |            |            |
| Juticalpa          | 1 - 1      | Marathón   | Juan Ramón Brevé   | 20 de octubre | 15:00      | Deportes TVC |            |            |            |
| UPNFM              | 1 - 4      | Génesis    | Emilio Williams    | 20 de octubre | 17:15      | Deportes TVC |            |            |            |
| Real España        | 1 - 1      | Olancho    | Francisco Morazán  | 20 de octubre | 19:30      | Deportes TVC |            |            |            |
| Total de goles: 21 |            |            |                    |               |            |              |            |            |            |

| Jornada 13         | Jornada 13 | Jornada 13    | Jornada 13       | Jornada 13    | Jornada 13 | Jornada 13   | Jornada 13 | Jornada 13 | Jornada 13 |
| Local              | Resultado  | Visitante     | Estadio          | Fecha         | Hora       | TV           |            |            |            |
| ------------------ | ---------- | ------------- | ---------------- | ------------- | ---------- | ------------ | ---------- | ---------- | ---------- |
| Marathón           | 1 - 2      | UPNFM         | Yankel Rosenthal | 26 de octubre | 15:00      | Deportes TVC |            |            |            |
| Génesis            | 1 - 1      | Real España   | Carlos Miranda   | 26 de octubre | 17:15      | Deportes TVC |            |            |            |
| Motagua            | 1 - 1      | Olimpia       | Chelato Uclés    | 26 de octubre | 19:30      | Deportes TVC |            |            |            |
| Olancho            | 2 - 2      | Real Sociedad | Juan Ramón Brevé | 27 de octubre | 17:15      | Deportes TVC |            |            |            |
| Victoria           | 4 - 0      | Juticalpa     | Ceibeño          | 27 de octubre | 19:30      | Deportes TVC |            |            |            |
| Total de goles: 15 |            |               |                  |               |            |              |            |            |            |

| Jornada 14         | Jornada 14 | Jornada 14 | Jornada 14         | Jornada 14     | Jornada 14 | Jornada 14   | Jornada 14 | Jornada 14 | Jornada 14 |
| Local              | Resultado  | Visitante  | Estadio            | Fecha          | Hora       | TV           |            |            |            |
| ------------------ | ---------- | ---------- | ------------------ | -------------- | ---------- | ------------ | ---------- | ---------- | ---------- |
| Real Sociedad      | 2 - 4      | Génesis    | Francisco Martínez | 2 de noviembre | 15:00      | Deportes TVC |            |            |            |
| UPNFM              | 1 - 1      | Victoria   | Emilio Williams    | 2 de noviembre | 17:15      | Deportes TVC |            |            |            |
| Real España        | 0 - 3      | Marathón   | Francisco Morazán  | 2 de noviembre | 19:30      | Deportes TVC |            |            |            |
| Juticalpa          | 0 - 2      | Olimpia    | Juan Ramón Brevé   | 3 de noviembre | 15:00      | Deportes TVC |            |            |            |
| Motagua            | 2 - 2      | Olancho    | Chelato Uclés      | 3 de noviembre | 17:15      | Deportes TVC |            |            |            |
| Total de goles: 17 |            |            |                    |                |            |              |            |            |            |

| Jornada 15         | Jornada 15 | Jornada 15    | Jornada 15       | Jornada 15     | Jornada 15 | Jornada 15   | Jornada 15 | Jornada 15 | Jornada 15 |
| Local              | Resultado  | Visitante     | Estadio          | Fecha          | Hora       | TV           |            |            |            |
| ------------------ | ---------- | ------------- | ---------------- | -------------- | ---------- | ------------ | ---------- | ---------- | ---------- |
| Marathón           | 2 - 1      | Motagua       | Yankel Rosenthal | 6 de noviembre | 15:00      | Deportes TVC |            |            |            |
| Juticalpa          | 3 - 0      | UPNFM         | Juan Ramón Brevé | 6 de noviembre | 17:15      | Deportes TVC |            |            |            |
| Olimpia            | 1 - 0      | Real España   | Chelato Uclés    | 6 de noviembre | 19:30      | Deportes TVC |            |            |            |
| Génesis            | 0 - 0      | Olancho       | Carlos Miranda   | 7 de noviembre | 17:15      | Deportes TVC |            |            |            |
| Victoria           | 2 - 3      | Real Sociedad | Ceibeño          | 7 de noviembre | 19:30      | Deportes TVC |            |            |            |
| Total de goles: 12 |            |               |                  |                |            |              |            |            |            |

| Jornada 16        | Jornada 16 | Jornada 16 | Jornada 16         | Jornada 16      | Jornada 16 | Jornada 16  | Jornada 16   | Jornada 16 | Jornada 16 |
| Local             | Resultado  | Visitante  | Estadio            | Fecha           | Hora       | TV          |              |            |            |
| ----------------- | ---------- | ---------- | ------------------ | --------------- | ---------- | ----------- | ------------ | ---------- | ---------- |
| Real España       | 0 - 1      | Juticalpa  | Francisco Morazán  | 9 de noviembre  | 17:15      | rowspan="5" | Deportes TVC |            |            |
| UPNFM             | 0 - 2      | Olimpia    | Emilio Williams    | 9 de noviembre  | 19:30      |             |              |            |            |
| Real Sociedad     | 0 - 0      | Marathón   | Francisco Martínez | 10 de noviembre | 15:00      |             |              |            |            |
| Olancho           | 3 - 0      | Victoria   | Juan Ramón Brevé   | 10 de noviembre | 17:15      |             |              |            |            |
| Motagua           | 2 - 1      | Génesis    | Chelato Uclés      | 10 de noviembre | 19:30      |             |              |            |            |
| Total de goles: 9 |            |            |                    |                 |            |             |              |            |            |

| Jornada 17         | Jornada 17 | Jornada 17    | Jornada 17       | Jornada 17      | Jornada 17 | Jornada 17  | Jornada 17   | Jornada 17 | Jornada 17 |
| Local              | Resultado  | Visitante     | Estadio          | Fecha           | Hora       | TV          |              |            |            |
| ------------------ | ---------- | ------------- | ---------------- | --------------- | ---------- | ----------- | ------------ | ---------- | ---------- |
| Marathón           | 1 - 1      | Génesis       | Yankel Rosenthal | 23 de noviembre | 15:00      | rowspan="5" | Deportes TVC |            |            |
| UPNFM              | 2 - 1      | Real Sociedad | Emilio Williams  | 23 de noviembre | 17:15      |             |              |            |            |
| Juticalpa          | 1 - 3      | Motagua       | Juan Ramón Brevé | 24 de noviembre | 15:00      |             |              |            |            |
| Olimpia            | 4 - 0      | Olancho       | Chelato Uclés    | 24 de noviembre | 17:15      |             |              |            |            |
| Victoria           | 0 - 0      | Real España   | San Jorge        | 24 de noviembre | 19:30      |             |              |            |            |
| Total de goles: 13 |            |               |                  |                 |            |             |              |            |            |

| Jornada 18         | Jornada 18 | Jornada 18 | Jornada 18        | Jornada 18      | Jornada 18 | Jornada 18   | Jornada 18 | Jornada 18 | Jornada 18 |
| Local              | Resultado  | Visitante  | Estadio           | Fecha           | Hora       | TV           |            |            |            |
| ------------------ | ---------- | ---------- | ----------------- | --------------- | ---------- | ------------ | ---------- | ---------- | ---------- |
| Real Sociedad      | 0 - 2      | Olimpia    | San Jorge         | 30 de noviembre | 19:00      |              |            |            |            |
| Motagua            | 5 - 2      | Victoria   | Chelato Uclés     | 30 de noviembre | 19:00      | Deportes TVC |            |            |            |
| Real España        | 0 - 0      | UPNFM      | Francisco Morazán | 30 de noviembre | 19:00      |              |            |            |            |
| Olancho            | 3 - 1      | Marathón   | Juan Ramón Brevé  | 30 de noviembre | 19:00      |              |            |            |            |
| Génesis            | 3 - 0      | Juticalpa  | Carlos Miranda    | 30 de noviembre | 19:00      |              |            |            |            |
| Total de goles: 16 |            |            |                   |                 |            |              |            |            |            |

## Fase final
|  | Liguilla Semifinal                               | Liguilla Semifinal                               | Liguilla Semifinal                               | Liguilla Semifinal                               | Liguilla Semifinal                               |   |   | Semifinales                                              | Semifinales                                              | Semifinales                                              | Semifinales                                              | Semifinales                                              |  |    | Final                                          | Final                                          | Final                                          | Final                                          | Final                                          |  |
|  | 4 de diciembre (ida) 7 y 8 de diciembre (vuelta) | 4 de diciembre (ida) 7 y 8 de diciembre (vuelta) | 4 de diciembre (ida) 7 y 8 de diciembre (vuelta) | 4 de diciembre (ida) 7 y 8 de diciembre (vuelta) | 4 de diciembre (ida) 7 y 8 de diciembre (vuelta) |   |   | 11 y 12 de diciembre (ida) 14 y 15 de diciembre (vuelta) | 11 y 12 de diciembre (ida) 14 y 15 de diciembre (vuelta) | 11 y 12 de diciembre (ida) 14 y 15 de diciembre (vuelta) | 11 y 12 de diciembre (ida) 14 y 15 de diciembre (vuelta) | 11 y 12 de diciembre (ida) 14 y 15 de diciembre (vuelta) |  |    | 19 de diciembre (ida) 22 de diciembre (vuelta) | 19 de diciembre (ida) 22 de diciembre (vuelta) | 19 de diciembre (ida) 22 de diciembre (vuelta) | 19 de diciembre (ida) 22 de diciembre (vuelta) | 19 de diciembre (ida) 22 de diciembre (vuelta) |  |
|  |                                                  |                                                  |                                                  |                                                  |                                                  |   |   |                                                          |                                                          |                                                          |                                                          |                                                          |  |    |                                                |                                                |                                                |                                                |                                                |  |
|  |                                                  |                                                  |                                                  |                                                  |                                                  |   |   |                                                          |                                                          |                                                          |                                                          |                                                          |  |    |                                                |                                                |                                                |                                                |                                                |  |
|  |                                                  |                                                  |                                                  |                                                  |                                                  |   |   |                                                          |                                                          |                                                          |                                                          |                                                          |  |    |                                                |                                                |                                                |                                                |                                                |  |
|  |                                                  |                                                  |                                                  |                                                  |                                                  |   |   |                                                          |                                                          |                                                          |                                                          |                                                          |  |    |                                                |                                                |                                                |                                                |                                                |  |
|  |                                                  |                                                  |                                                  |                                                  |                                                  |   |   |                                                          |                                                          |                                                          |                                                          |                                                          |  |    |                                                |                                                |                                                |                                                |                                                |  |
|  |                                                  | 1°                                               | Olimpia                                          | 1                                                | 3                                                | 4 |   |                                                          |                                                          |                                                          |                                                          |                                                          |  |    |                                                |                                                |                                                |                                                |                                                |  |
|  |                                                  |                                                  |                                                  |                                                  |                                                  | 4 |   |                                                          |                                                          |                                                          |                                                          |                                                          |  |    |                                                |                                                |                                                |                                                |                                                |  |
|  |                                                  |                                                  | 5°                                               | Olancho                                          | 1                                                | 0 | 1 |                                                          |                                                          |                                                          |                                                          |                                                          |  |    |                                                |                                                |                                                |                                                |                                                |  |
|  | 4°                                               | Marathón                                         | 5°                                               | Olancho                                          | 1                                                | 0 | 1 | 2                                                        | 1                                                        | 3 (8)                                                    |                                                          |                                                          |  |    |                                                |                                                |                                                |                                                |                                                |  |
|  | 4°                                               | Marathón                                         |                                                  |                                                  |                                                  |   |   |                                                          |                                                          | 3 (8)                                                    |                                                          |                                                          |  |    |                                                |                                                |                                                |                                                |                                                |  |
|  | 5°                                               | Olancho                                          | 1                                                | 2                                                | 3 (9)                                            |   |   |                                                          |                                                          |                                                          |                                                          |                                                          |  |    |                                                |                                                |                                                |                                                |                                                |  |
|  | 5°                                               | Olancho                                          | 1                                                | 2                                                | 3 (9)                                            |   |   |                                                          |                                                          |                                                          |                                                          |                                                          |  | 1° | Olimpia                                        | 1                                              | 0                                              | 1                                              |                                                |  |
|  |                                                  |                                                  |                                                  |                                                  |                                                  |   |   |                                                          |                                                          |                                                          |                                                          |                                                          |  | 1° | Olimpia                                        | 1                                              | 0                                              | 1                                              |                                                |  |
|  |                                                  |                                                  | 2°                                               | Motagua                                          | 1                                                | 1 | 2 |                                                          |                                                          |                                                          |                                                          |                                                          |  |    |                                                |                                                |                                                |                                                |                                                |  |
|  |                                                  |                                                  | 2°                                               | Motagua                                          | 1                                                | 1 | 2 |                                                          |                                                          |                                                          |                                                          |                                                          |  |    |                                                |                                                |                                                |                                                |                                                |  |
|  |                                                  |                                                  |                                                  |                                                  |                                                  |   |   |                                                          |                                                          |                                                          |                                                          |                                                          |  |    |                                                |                                                |                                                |                                                |                                                |  |
|  |                                                  |                                                  |                                                  |                                                  |                                                  |   |   |                                                          |                                                          |                                                          |                                                          |                                                          |  |    |                                                |                                                |                                                |                                                |                                                |  |
|  |                                                  | 2°                                               | Motagua                                          | 2                                                | 1                                                | 3 |   |                                                          |                                                          |                                                          |                                                          |                                                          |  |    |                                                |                                                |                                                |                                                |                                                |  |
|  |                                                  |                                                  |                                                  |                                                  |                                                  | 3 |   |                                                          |                                                          |                                                          |                                                          |                                                          |  |    |                                                |                                                |                                                |                                                |                                                |  |
|  |                                                  |                                                  | 3°                                               | Real España                                      | 0                                                | 0 | 0 |                                                          |                                                          |                                                          |                                                          |                                                          |  |    |                                                |                                                |                                                |                                                |                                                |  |
|  | 3°                                               | Real España                                      | 3°                                               | Real España                                      | 0                                                | 0 | 0 | 1                                                        | 2                                                        | 3                                                        |                                                          |                                                          |  |    |                                                |                                                |                                                |                                                |                                                |  |
|  | 3°                                               | Real España                                      |                                                  |                                                  |                                                  |   |   |                                                          |                                                          | 3                                                        |                                                          |                                                          |  |    |                                                |                                                |                                                |                                                |                                                |  |
|  | 6°                                               | Génesis                                          | 1                                                | 0                                                | 1                                                |   |   |                                                          |                                                          |                                                          |                                                          |                                                          |  |    |                                                |                                                |                                                |                                                |                                                |  |
|  | 6°                                               | Génesis                                          | 1                                                | 0                                                | 1                                                |   |   |                                                          |                                                          |                                                          |                                                          |                                                          |  |    |                                                |                                                |                                                |                                                |                                                |  |
|  |                                                  |                                                  |                                                  |                                                  |                                                  |   |   |                                                          |                                                          |                                                          |                                                          |                                                          |  |    |                                                |                                                |                                                |                                                |                                                |  |

### Liguilla Semifinal
| 4 de diciembre, 18:00 | Olancho         | 1:2 (1:0) | Marathón                   | Estadio Chelato Uclés, Tegucigalpa                      |                                                         |
|                       | E. Hernández 9' | Reporte   | A. Vega 52' · Anangonó 76' | Asistencia: 414 espectadores Árbitro(s): Melissa Borjas | Asistencia: 414 espectadores Árbitro(s): Melissa Borjas |

| 8 de diciembre, 17:00           | Marathón | 1:2 (0:1) (8:9 p.)(Global 3:3) | Olancho | Estadio Francisco Morazán, San Pedro Sula                |                                                          |
|                                 | Sacaza 50' | Reporte                        | E. Hernández 44' · Mayorquín 90+1' | Asistencia: 1 103 espectadores Árbitro(s): Saíd Martínez | Asistencia: 1 103 espectadores Árbitro(s): Saíd Martínez |
|                                 | | Tiros desde el punto penal     | |                                                          |                                                          |
|                                 | C. Zúniga · S. Elvir · A. Tejeda · G. Chávez · A. Vega · Osores · J. Rivera · Y. Gutiérrez · F. Martínez · K. Bodden · Samudio |                                | E. Rivas · C. López · J. Delgado · H. Fonseca · E. Andino · O. Almendárez · O. Elvir · H. Gómez · Mayorquín · J. Martínez · D. Palacios |                                                          |                                                          |
| Olancho clasifica a semifinales | |                                | |                                                          |                                                          |

| 4 de diciembre, 20:00 | Génesis      | 1:1 (0:1) | Real España | Estadio Carlos Miranda, Comayagua                      |                                                        |
|                       | Dávila 90+6' | Reporte   | Moya 9'     | Asistencia: 1 059 espectadores Árbitro(s): Raúl Castro | Asistencia: 1 059 espectadores Árbitro(s): Raúl Castro |

| 7 de diciembre, 17:00            | Real España           | 2:0 (1:0) (Global 3:1) | Génesis | Estadio Francisco Morazán, San Pedro Sula.                 |                                                            |
|                                  | Moya 4' · Ramírez 83' | Reporte                |         | Asistencia: 226 espectadores Árbitro(s): Jefferson Escobar | Asistencia: 226 espectadores Árbitro(s): Jefferson Escobar |
| Real España avanza a semifinales |                       |                        |         |                                                            |                                                            |

### Semifinales
| 11 de diciembre de 2024, 19:00 | Olancho      | 1:1 (1:1) | Olimpia            | Estadio Chelato Uclés, Tegucigalpa |                            |
|                                | J. Assis 37' | Reporte   | Arboleda 5' (pen.) | Árbitro(s): Nelson Salgado         | Árbitro(s): Nelson Salgado |

| 14 de diciembre de 2024, 19:30 | Olimpia                                        | 3:0 (3:0) (Global 4:1) | Olancho | Estadio Chelato Uclés, Tegucigalpa |                            |
|                                | J. Álvarez 7' · J. M. Pinto 15' · Benguché 18' | Reporte                |         | Árbitro(s): Armando Castro         | Árbitro(s): Armando Castro |

| 12 de diciembre de 2024, 19:30 | Real España | 0:2 (0:0) | Motagua                        | Estadio Francisco Morazán, San Pedro Sula |                          |
|                                |             | Reporte   | D. Meléndez 69' · R. Gómez 87' | Árbitro(s): Selvin Brown                  | Árbitro(s): Selvin Brown |

| 15 de diciembre de 2024, 17:00 | Motagua         | 1:0 (1:0) (Global 3:0) | Real España | Estadio Chelato Uclés, Tegucigalpa. |                               |
|                                | A. Auzmendi 15' | Reporte                |             | Árbitro(s): Jefferson Escobar       | Árbitro(s): Jefferson Escobar |

### Final
| 19 de diciembre de 2024, 19:00 | Motagua        | 1:1 (1:1) | Olimpia      | Estadio Chelato Uclés, Tegucigalpa |                          |
|                                | A. Auzmendi 3' | Reporte   | 40' Arboleda | Árbitro(s): Selvin Brown           | Árbitro(s): Selvin Brown |

| 22 de diciembre de 2024, 18:00 | Olimpia | 0:1 (0:0) (Global 1:2) | Motagua              | Estadio Chelato Uclés, Tegucigalpa |                           |
|                                |         | Reporte                | J. García 75' (a.g.) | Árbitro(s): Saíd Martínez          | Árbitro(s): Saíd Martínez |

### Final Ida
| 25    | POR   | Marlon Licona       |     |
| 35    | DEF   | Cristopher Meléndez |     |
| 2     | DEF   | Sebastián Cardozo   |     |
| 4     | DEF   | Luis Vega           |     |
| 6     | DEF   | Riky Zapata         |     |
| 12    | MED   | Marcelo Santos      |     |
| 32    | MED   | Jonathan Núñez      | 60' |
| 21    | MED   | Rodrigo Gómez       | 79' |
| 7     | MED   | Jorge Serrano       | 60' |
| 77    | MED   | Carlos Mejía        | 83' |
| 11    | DEL   | Agustín Auzmendi    | 79' |
| D. T. | D. T. | Diego Vázquez       |     |

| 1     | POR   | Edrick Menjívar  |       |
| 14    | DEF   | Andy Najar       |       |
| 17    | DEF   | Jonathan Paz     |       |
| 4     | DEF   | José García      |       |
| 16    | DEF   | Julián Martínez  | 75'   |
| 32    | MED   | Carlos Pineda    | 75'   |
| 23    | MED   | Jorge Álvarez    |       |
| 8     | MED   | Edwin Rodríguez  | 90+5' |
| 7     | MED   | José Mario Pinto | 75'   |
| 9     | DEL   | Jorge Benguché   |       |
| 19    | DEL   | Yustin Arboleda  |       |
| D. T. | D. T. | Pedro Troglio    |       |

| 10 | MED | Yeison Mejía     | 60' |
| 26 | MED | Denis Meléndez   | 60' |
| 29 | DEL | Rodrigo Auzmendi | 79' |
| 8  | MED | Walter Martínez  | 79' |
| 9  | DEL | Rubilio Castillo | 83' |

| 33 | DEL | Michaell Chirinos | 75'   |
| 31 | DEF | Carlos Sánchez    | 75'   |
| 24 | MED | Moisés Rodríguez  | 75'   |
| 34 | MED | Kevin López       | 90+5' |

| 3' | A. Auzmendi | 1:0 |

| 40' | Arboleda | 1:1 |

| 28' · 65' · 65' · 79' · 90+11' | C. Meléndez M. Santos R. Gómez D. Meléndez R. Zapata |

| 26' · 27' · 28' · 33' · 86' | J. Paz Y. Arboleda A. Najar E. Menjívar J. Álvarez |

| Principal  | Selvin Brown   |
| Asistentes | Roney Salinas  |
|            | Jack Rodríguez |
| Cuarto     | Armando Castro |
| Quinto     | José Franco    |

| 25    | POR   | Marlon Licona       |     |
| 35    | DEF   | Cristopher Meléndez |     |
| 2     | DEF   | Sebastián Cardozo   |     |
| 4     | DEF   | Luis Vega           |     |
| 6     | DEF   | Riky Zapata         |     |
| 12    | MED   | Marcelo Santos      |     |
| 32    | MED   | Jonathan Núñez      | 60' |
| 21    | MED   | Rodrigo Gómez       | 79' |
| 7     | MED   | Jorge Serrano       | 60' |
| 77    | MED   | Carlos Mejía        | 83' |
| 11    | DEL   | Agustín Auzmendi    | 79' |
| D. T. | D. T. | Diego Vázquez       |     |

| 1     | POR   | Edrick Menjívar  |       |
| 14    | DEF   | Andy Najar       |       |
| 17    | DEF   | Jonathan Paz     |       |
| 4     | DEF   | José García      |       |
| 16    | DEF   | Julián Martínez  | 75'   |
| 32    | MED   | Carlos Pineda    | 75'   |
| 23    | MED   | Jorge Álvarez    |       |
| 8     | MED   | Edwin Rodríguez  | 90+5' |
| 7     | MED   | José Mario Pinto | 75'   |
| 9     | DEL   | Jorge Benguché   |       |
| 19    | DEL   | Yustin Arboleda  |       |
| D. T. | D. T. | Pedro Troglio    |       |

| 10 | MED | Yeison Mejía     | 60' |
| 26 | MED | Denis Meléndez   | 60' |
| 29 | DEL | Rodrigo Auzmendi | 79' |
| 8  | MED | Walter Martínez  | 79' |
| 9  | DEL | Rubilio Castillo | 83' |

| 33 | DEL | Michaell Chirinos | 75'   |
| 31 | DEF | Carlos Sánchez    | 75'   |
| 24 | MED | Moisés Rodríguez  | 75'   |
| 34 | MED | Kevin López       | 90+5' |

| 3' | A. Auzmendi | 1:0 |

| 40' | Arboleda | 1:1 |

| 28' · 65' · 65' · 79' · 90+11' | C. Meléndez M. Santos R. Gómez D. Meléndez R. Zapata |

| 26' · 27' · 28' · 33' · 86' | J. Paz Y. Arboleda A. Najar E. Menjívar J. Álvarez |

| Principal  | Selvin Brown   |
| Asistentes | Roney Salinas  |
|            | Jack Rodríguez |
| Cuarto     | Armando Castro |
| Quinto     | José Franco    |

| 25    | POR   | Marlon Licona       |     |
| 35    | DEF   | Cristopher Meléndez |     |
| 2     | DEF   | Sebastián Cardozo   |     |
| 4     | DEF   | Luis Vega           |     |
| 6     | DEF   | Riky Zapata         |     |
| 12    | MED   | Marcelo Santos      |     |
| 32    | MED   | Jonathan Núñez      | 60' |
| 21    | MED   | Rodrigo Gómez       | 79' |
| 7     | MED   | Jorge Serrano       | 60' |
| 77    | MED   | Carlos Mejía        | 83' |
| 11    | DEL   | Agustín Auzmendi    | 79' |
| D. T. | D. T. | Diego Vázquez       |     |

| 1     | POR   | Edrick Menjívar  |       |
| 14    | DEF   | Andy Najar       |       |
| 17    | DEF   | Jonathan Paz     |       |
| 4     | DEF   | José García      |       |
| 16    | DEF   | Julián Martínez  | 75'   |
| 32    | MED   | Carlos Pineda    | 75'   |
| 23    | MED   | Jorge Álvarez    |       |
| 8     | MED   | Edwin Rodríguez  | 90+5' |
| 7     | MED   | José Mario Pinto | 75'   |
| 9     | DEL   | Jorge Benguché   |       |
| 19    | DEL   | Yustin Arboleda  |       |
| D. T. | D. T. | Pedro Troglio    |       |

| 10 | MED | Yeison Mejía     | 60' |
| 26 | MED | Denis Meléndez   | 60' |
| 29 | DEL | Rodrigo Auzmendi | 79' |
| 8  | MED | Walter Martínez  | 79' |
| 9  | DEL | Rubilio Castillo | 83' |

| 33 | DEL | Michaell Chirinos | 75'   |
| 31 | DEF | Carlos Sánchez    | 75'   |
| 24 | MED | Moisés Rodríguez  | 75'   |
| 34 | MED | Kevin López       | 90+5' |

| 3' | A. Auzmendi | 1:0 |

| 40' | Arboleda | 1:1 |

| 28' · 65' · 65' · 79' · 90+11' | C. Meléndez M. Santos R. Gómez D. Meléndez R. Zapata |

| 26' · 27' · 28' · 33' · 86' | J. Paz Y. Arboleda A. Najar E. Menjívar J. Álvarez |

| Principal  | Selvin Brown   |
| Asistentes | Roney Salinas  |
|            | Jack Rodríguez |
| Cuarto     | Armando Castro |
| Quinto     | José Franco    |

| 25    | POR   | Marlon Licona       |     |
| 35    | DEF   | Cristopher Meléndez |     |
| 2     | DEF   | Sebastián Cardozo   |     |
| 4     | DEF   | Luis Vega           |     |
| 6     | DEF   | Riky Zapata         |     |
| 12    | MED   | Marcelo Santos      |     |
| 32    | MED   | Jonathan Núñez      | 60' |
| 21    | MED   | Rodrigo Gómez       | 79' |
| 7     | MED   | Jorge Serrano       | 60' |
| 77    | MED   | Carlos Mejía        | 83' |
| 11    | DEL   | Agustín Auzmendi    | 79' |
| D. T. | D. T. | Diego Vázquez       |     |

| 1     | POR   | Edrick Menjívar  |       |
| 14    | DEF   | Andy Najar       |       |
| 17    | DEF   | Jonathan Paz     |       |
| 4     | DEF   | José García      |       |
| 16    | DEF   | Julián Martínez  | 75'   |
| 32    | MED   | Carlos Pineda    | 75'   |
| 23    | MED   | Jorge Álvarez    |       |
| 8     | MED   | Edwin Rodríguez  | 90+5' |
| 7     | MED   | José Mario Pinto | 75'   |
| 9     | DEL   | Jorge Benguché   |       |
| 19    | DEL   | Yustin Arboleda  |       |
| D. T. | D. T. | Pedro Troglio    |       |

| 10 | MED | Yeison Mejía     | 60' |
| 26 | MED | Denis Meléndez   | 60' |
| 29 | DEL | Rodrigo Auzmendi | 79' |
| 8  | MED | Walter Martínez  | 79' |
| 9  | DEL | Rubilio Castillo | 83' |

| 33 | DEL | Michaell Chirinos | 75'   |
| 31 | DEF | Carlos Sánchez    | 75'   |
| 24 | MED | Moisés Rodríguez  | 75'   |
| 34 | MED | Kevin López       | 90+5' |

| 3' | A. Auzmendi | 1:0 |

| 40' | Arboleda | 1:1 |

| 28' · 65' · 65' · 79' · 90+11' | C. Meléndez M. Santos R. Gómez D. Meléndez R. Zapata |

| 26' · 27' · 28' · 33' · 86' | J. Paz Y. Arboleda A. Najar E. Menjívar J. Álvarez |

| Principal  | Selvin Brown   |
| Asistentes | Roney Salinas  |
|            | Jack Rodríguez |
| Cuarto     | Armando Castro |
| Quinto     | José Franco    |

### Final Vuelta
| 1     | POR   | Edrick Menjívar   |     |
| 4     | DEF   | José García       |     |
| 14    | DEF   | Andy Najar        |     |
| 16    | DEF   | Julián Martínez   | 82' |
| 17    | DEF   | Jonathan Paz      |     |
| 7     | MED   | José Mario Pinto  | 82' |
| 23    | MED   | Jorge Álvarez     |     |
| 24    | MED   | Moisés Rodríguez  | 46' |
| 33    | MED   | Michaell Chirinos | 75' |
| 9     | DEL   | Jorge Benguché    |     |
| 19    | DEL   | Yustin Arboleda   |     |
| D. T. | D. T. | Pedro Troglio     |     |

| 25    | POR   | Marlon Licona       |     |
| 2     | DEF   | Sebastián Cardozo   |     |
| 4     | DEF   | Luis Vega           |     |
| 6     | DEF   | Riky Zapata         |     |
| 35    | DEF   | Cristopher Meléndez |     |
| 12    | MED   | Marcelo Santos      |     |
| 21    | MED   | Rodrigo Gómez       | 74' |
| 26    | MED   | Denis Meléndez      |     |
| 7     | DEL   | Jorge Serrano       | 83' |
| 11    | DEL   | Agustín Auzmendi    | 74' |
| 77    | DEL   | Carlos Mejía        | 90' |
| D. T. | D. T. | Diego Vázquez       |     |

| 31 | DEF | Carlos Sánchez | 46' |
| 34 | MED | Kevin López    | 75' |
| 12 | DEF | Gabriel Araújo | 82' |
| 30 | DEL | Edwin Solano   | 82' |

| 29 | DEL | Rodrigo Auzmendi   | 74' |
| 10 | MED | Yeison Mejía       | 74' |
| 16 | MED | Héctor Castellanos | 83' |
| 14 | DEF | Carlos Argueta     | 90' |

| 75' | J. García | 0:1 |

| 48' | J. Paz |

| 24' · 81' · 90' | M. Santos S. Cardozo M. Licona |

| Principal  | Saíd Martínez     |
| Asistentes | Walter López      |
|            | Christian Ramírez |
| Cuarto     | Nelson Salgado    |
| Quinto     | Wilson Matute     |

| 1     | POR   | Edrick Menjívar   |     |
| 4     | DEF   | José García       |     |
| 14    | DEF   | Andy Najar        |     |
| 16    | DEF   | Julián Martínez   | 82' |
| 17    | DEF   | Jonathan Paz      |     |
| 7     | MED   | José Mario Pinto  | 82' |
| 23    | MED   | Jorge Álvarez     |     |
| 24    | MED   | Moisés Rodríguez  | 46' |
| 33    | MED   | Michaell Chirinos | 75' |
| 9     | DEL   | Jorge Benguché    |     |
| 19    | DEL   | Yustin Arboleda   |     |
| D. T. | D. T. | Pedro Troglio     |     |

| 25    | POR   | Marlon Licona       |     |
| 2     | DEF   | Sebastián Cardozo   |     |
| 4     | DEF   | Luis Vega           |     |
| 6     | DEF   | Riky Zapata         |     |
| 35    | DEF   | Cristopher Meléndez |     |
| 12    | MED   | Marcelo Santos      |     |
| 21    | MED   | Rodrigo Gómez       | 74' |
| 26    | MED   | Denis Meléndez      |     |
| 7     | DEL   | Jorge Serrano       | 83' |
| 11    | DEL   | Agustín Auzmendi    | 74' |
| 77    | DEL   | Carlos Mejía        | 90' |
| D. T. | D. T. | Diego Vázquez       |     |

| 31 | DEF | Carlos Sánchez | 46' |
| 34 | MED | Kevin López    | 75' |
| 12 | DEF | Gabriel Araújo | 82' |
| 30 | DEL | Edwin Solano   | 82' |

| 29 | DEL | Rodrigo Auzmendi   | 74' |
| 10 | MED | Yeison Mejía       | 74' |
| 16 | MED | Héctor Castellanos | 83' |
| 14 | DEF | Carlos Argueta     | 90' |

| 75' | J. García | 0:1 |

| 48' | J. Paz |

| 24' · 81' · 90' | M. Santos S. Cardozo M. Licona |

| Principal  | Saíd Martínez     |
| Asistentes | Walter López      |
|            | Christian Ramírez |
| Cuarto     | Nelson Salgado    |
| Quinto     | Wilson Matute     |

| 1     | POR   | Edrick Menjívar   |     |
| 4     | DEF   | José García       |     |
| 14    | DEF   | Andy Najar        |     |
| 16    | DEF   | Julián Martínez   | 82' |
| 17    | DEF   | Jonathan Paz      |     |
| 7     | MED   | José Mario Pinto  | 82' |
| 23    | MED   | Jorge Álvarez     |     |
| 24    | MED   | Moisés Rodríguez  | 46' |
| 33    | MED   | Michaell Chirinos | 75' |
| 9     | DEL   | Jorge Benguché    |     |
| 19    | DEL   | Yustin Arboleda   |     |
| D. T. | D. T. | Pedro Troglio     |     |

| 25    | POR   | Marlon Licona       |     |
| 2     | DEF   | Sebastián Cardozo   |     |
| 4     | DEF   | Luis Vega           |     |
| 6     | DEF   | Riky Zapata         |     |
| 35    | DEF   | Cristopher Meléndez |     |
| 12    | MED   | Marcelo Santos      |     |
| 21    | MED   | Rodrigo Gómez       | 74' |
| 26    | MED   | Denis Meléndez      |     |
| 7     | DEL   | Jorge Serrano       | 83' |
| 11    | DEL   | Agustín Auzmendi    | 74' |
| 77    | DEL   | Carlos Mejía        | 90' |
| D. T. | D. T. | Diego Vázquez       |     |

| 31 | DEF | Carlos Sánchez | 46' |
| 34 | MED | Kevin López    | 75' |
| 12 | DEF | Gabriel Araújo | 82' |
| 30 | DEL | Edwin Solano   | 82' |

| 29 | DEL | Rodrigo Auzmendi   | 74' |
| 10 | MED | Yeison Mejía       | 74' |
| 16 | MED | Héctor Castellanos | 83' |
| 14 | DEF | Carlos Argueta     | 90' |

| 75' | J. García | 0:1 |

| 48' | J. Paz |

| 24' · 81' · 90' | M. Santos S. Cardozo M. Licona |

| Principal  | Saíd Martínez     |
| Asistentes | Walter López      |
|            | Christian Ramírez |
| Cuarto     | Nelson Salgado    |
| Quinto     | Wilson Matute     |

| 1     | POR   | Edrick Menjívar   |     |
| 4     | DEF   | José García       |     |
| 14    | DEF   | Andy Najar        |     |
| 16    | DEF   | Julián Martínez   | 82' |
| 17    | DEF   | Jonathan Paz      |     |
| 7     | MED   | José Mario Pinto  | 82' |
| 23    | MED   | Jorge Álvarez     |     |
| 24    | MED   | Moisés Rodríguez  | 46' |
| 33    | MED   | Michaell Chirinos | 75' |
| 9     | DEL   | Jorge Benguché    |     |
| 19    | DEL   | Yustin Arboleda   |     |
| D. T. | D. T. | Pedro Troglio     |     |

| 25    | POR   | Marlon Licona       |     |
| 2     | DEF   | Sebastián Cardozo   |     |
| 4     | DEF   | Luis Vega           |     |
| 6     | DEF   | Riky Zapata         |     |
| 35    | DEF   | Cristopher Meléndez |     |
| 12    | MED   | Marcelo Santos      |     |
| 21    | MED   | Rodrigo Gómez       | 74' |
| 26    | MED   | Denis Meléndez      |     |
| 7     | DEL   | Jorge Serrano       | 83' |
| 11    | DEL   | Agustín Auzmendi    | 74' |
| 77    | DEL   | Carlos Mejía        | 90' |
| D. T. | D. T. | Diego Vázquez       |     |

| 31 | DEF | Carlos Sánchez | 46' |
| 34 | MED | Kevin López    | 75' |
| 12 | DEF | Gabriel Araújo | 82' |
| 30 | DEL | Edwin Solano   | 82' |

| 29 | DEL | Rodrigo Auzmendi   | 74' |
| 10 | MED | Yeison Mejía       | 74' |
| 16 | MED | Héctor Castellanos | 83' |
| 14 | DEF | Carlos Argueta     | 90' |

| 75' | J. García | 0:1 |

| 48' | J. Paz |

| 24' · 81' · 90' | M. Santos S. Cardozo M. Licona |

| Principal  | Saíd Martínez     |
| Asistentes | Walter López      |
|            | Christian Ramírez |
| Cuarto     | Nelson Salgado    |
| Quinto     | Wilson Matute     |

|                             |
| Campeón Motagua 19.° título |

## Estadísticas

### Máximos goleadores
| Jugador            | Equipo        | Goles | Part. | Prom. | Min. | Frec.  |
| ------------------ | ------------- | ----- | ----- | ----- | ---- | ------ |
| Agustín Auzmendi   | Motagua       | 11    | 16    | 0.69  | 1087 | 98.82  |
| Rolando Blackburn  | Victoria      | 10    | 18    | 0.56  | 1452 | 145.2  |
| Rubilio Castillo   | Motagua       | 8     | 14    | 0.57  | 800  | 100    |
| Jorge Benguché     | Olimpia       | 8     | 11    | 0.73  | 877  | 109.63 |
| Roberto Moreira    | Génesis       | 7     | 17    | 0.41  | 1286 | 183.86 |
| Eddie Hernández    | Olancho       | 7     | 15    | 0.47  | 1008 | 144    |
| José Mario Pinto   | Olimpia       | 7     | 17    | 0.41  | 1397 | 199.57 |
| Rodrigo Auzmendi   | Motagua       | 7     | 15    | 0.47  | 525  | 87.5   |
| Carlos Bernárdez   | Real Sociedad | 6     | 16    | 0.38  | 1072 | 178.67 |
| Rodrigo De Olivera | Juticalpa     | 6     | 18    | 0.33  | 1437 | 239.5  |

### Hat-tricks & Pókers
| Fecha     | Jugador          | Goles | Partido               |
| --------- | ---------------- | ----- | --------------------- |
| 26/7/2024 | Agustín Auzmendi | 3     | Motagua-UPNFM         |
| 9/8/2024  | Roberto Moreira  | 3     | Génesis-UPNFM         |
| 23/9/2024 | Jorge Benguché   | 3     | Olimpia-Real Sociedad |